# Mead Ranch
Mead Ranch es un lugar designado por el censo ubicado en el condado de Gila en el estado estadounidense de Arizona. En el Censo de 2010 tenía una población de 38 habitantes y una densidad poblacional de 24,49 personas por km².

## Geografía
Mead Ranch se encuentra ubicado en las coordenadas 34°20′52″N 111°8′44″O / 34.34778, -111.14556. Según la Oficina del Censo de los Estados Unidos, Mead Ranch tiene una superficie total de 1.55 km², de la cual 1.55 km² corresponden a tierra firme y (0.17%) 0 km² es agua.

## Demografía
Según el censo de 2010, había 38 personas residiendo en Mead Ranch. La densidad de población era de 24,49 hab./km². De los 38 habitantes, Mead Ranch estaba compuesto por el 97.37% blancos, el 0% eran afroamericanos, el 0% eran amerindios, el 0% eran asiáticos, el 0% eran isleños del Pacífico, el 2.63% eran de otras razas y el 0% pertenecían a dos o más razas. Del total de la población el 13.16% eran hispanos o latinos de cualquier raza.